# سنونی
سنونی (به لاتین: Sinun) یک منطقهٔ مسکونی در عراق است که در شهرستان سنجار واقع شده‌است. سنونی ۱۶٬۷۹۸ نفر جمعیت دارد.